# Martyrs’ Public School

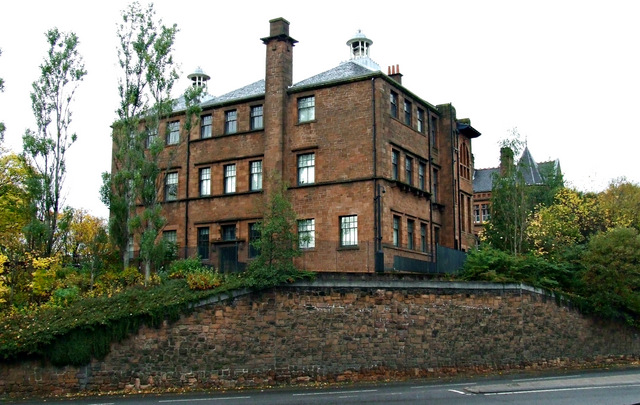
Martyrs’ Public School

Die Martyrs’ Public School ist eine ehemalige Schule in der schottischen Stadt Glasgow. 1970 wurde das Bauwerk in die schottischen Denkmallisten in der höchsten Denkmalkategorie A aufgenommen.

## Geschichte
Die Schule wurde 1895 durch das Glasgower Schulamt in Auftrag gegeben. Ihr Name ist zurückzuführen auf die Covenanter James Lawson, James Nisbet und Alexander Wood, die 1684 in der Nähe hingerichtet wurden. Den Entwurf lieferte das schottische Architekturbüro Honeyman & Keppie. Charles Rennie Mackintosh, der zu dieser Zeit dort tätig war, war möglicherweise federführend in die Planung eingebunden. Es könnte sich somit um eines der frühen Projekte in der Karriere Mackintoshs handeln. Die Gesamtkosten des 1898 abgeschlossenen Baus beliefen sich auf 14.500 £. 1959 wurde die Schule an das Stow College angeschlossen. Zwischen 1961 und 1973 war die Schule dann Teil der St Mungo’s Academy. In den 1970er Jahren endete der Schulbetrieb. Der Forum Arts Trust, und später Glasgow Museums, übernahm das Gebäude und öffnete es für eine kurze Zeit als Museum.

## Beschreibung
Die Martyrs’ Public School steht an der Parson Street nordöstlich des Glasgower Stadtzentrums. Ihr Mauerwerk besteht aus rotem Stein aus dem Ballochmyle-Steinbruch. Wie von den Schulbehörden zu dieser Zeit vorgeschrieben, verfügt der kompakte Jugendstilbau über geschlechtergetrennte Eingänge. Die Fenster sind teils gekuppelt und mit steinernen Fensterpfosten ausgestattet. Schlichte Gurtgesimse gliedern die Fassaden horizontal. Das abschließende Dach ist mit grauem Schiefer eingedeckt.